# Masters of Sex

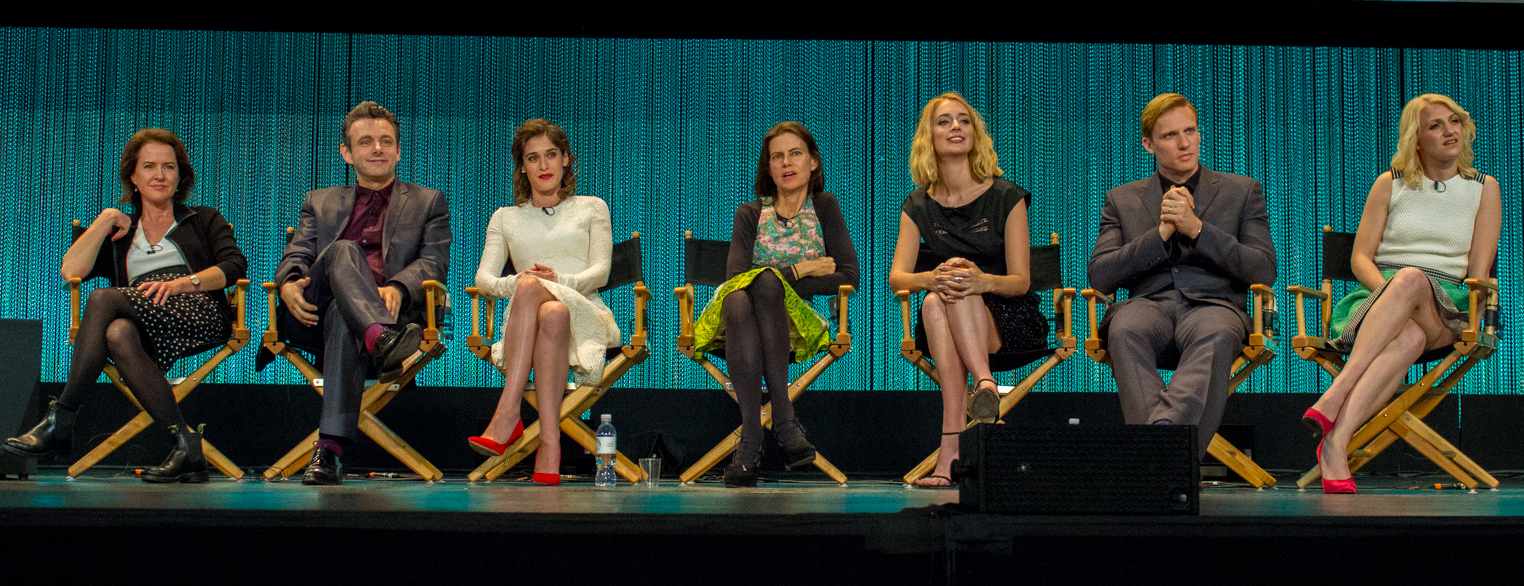
Obsada serialu na PaleyFest (2014)

Masters of Sex – amerykański obyczajowy serial telewizyjny stacji Showtime. Serial jest adaptacją biografii „Masters of Sex: The Life and Times of William Masters and Virginia Johnson” Thomasa Maiera. Serial był oryginalnie emitowany od 29 września 2013 roku do 13 listopada 2016 roku przez Showtime.
Serial zdobył m.in. AFI Award dla najlepszego programu roku 2014 oraz nominacje do Złotego Globu.
W Polsce serial jest dostępny w usłudze nSeriale od 9 czerwca 2014 roku oraz jest emitowany od 2 września 2014 roku przez stację Ale Kino+.

## Fabuła
Serial skupia się na losach Virginii Johnson i Williama Mastersa, którzy zajmowali się badaniem ludzkiej seksualności. Wyniki ich badań zapoczątkowały rewolucję seksualną na świecie.

## Obsada
- Michael Sheen jako dr William H. Masters[3]
- Lizzy Caplan jako  Virginia E. Johnson[3]
- Caitlin FitzGerald jako Libby Masters
- Teddy Sears jako  Dr Austin Langham[4]
- Nicholas D’Agosto jako dr Ethan Haas[4]
- Annaleigh Ashford jako Betty DiMello[5]

## Role drugoplanowe
- Beau Bridges jako Barton Scully
- Allison Janney jako Margaret Scully żona Bartona[6]
- Rose McIver jako Vivian Scully córka Bartona
- Heléne Yorke jako Jane Martin
- Margo Martindale jako Miss Horchow
- Julianne Nicholson jako dr Lillian DePaul – mentorka Johnson, jedyna kobieta wśród szpitalnych lekarzy
- Ann Dowd jako Estabrooks Masters – matka Williama[7]
- Cole Sand jako Henry Johnson – syn Virginii
- Kayla Madison jako Tessa Johnson – córka Virginii
- Keke Palmer jako Coral, niania Mastersów[8]
- Betsy Brandt nowa sekretarka Mastersa[9]
- Danny Huston jako Douglas Greathouse, lekarz szef oddziału położniczego[10]
- Courtney B. Vance jako dr. Hendricksa, szef afroamerykańskiego szpitala w St. Louis[11]
- René Auberjonois jako dr Papanikolaou, wynalazca cytologii[11].
- Christian Borle jako Frank Masters, brat Williama[12]
- Jocko Sims jako Robert członek Kongresu równości rasowej[13]
- Erin Cummings jako Kitty, prostytutka[14]
- Artemis Pebdani jako Flo, nowa szefowa Virginii E. Johnson[15]
- Maggie Grace jako dr Christine Wesh, ginekolog[16]
- Josh Charles jako Daniel Logan[17]
- Emily Kinney[18](od 3 sezonu)
- Ben Koldyke jako Paul, była gwiazda footballu, która jest trenerem młodej drużyny[19](od 3 sezonu)
- David Walton jako Abe Perlaman, prawnik[20] (od 4 sezonu)
- Alysia Reiner jako Anita (od 4 sezonu)[21]
- Jeremy Strong jako Art, psycholog (od 4 sezonu)[21]
- Ashley Zukerman jako Gary Diebold (od 4 sezonu)[21]
- Danny Jacobsn jako Bob Drag[22] (4 sezonu)
- Stephen Rootn jako Harvey Toplin[22] (sezon 4)
- Romy Remontn jako  Marcia Toplin[22] (sezon 4)
- Rondi Reed jako matka Helen[23] (4 sezonu)
- Corey Reynolds jako Louise[24] (4 sezonu)
- Kelli O’Hara[25] (4 sezonu)

## Produkcja
Stacja 22 października 2013 zamówiła oficjalne drugą serię serialu, 21 sierpnia 2014 roku zamówiono trzeci sezon, a 11 sierpnia 2015 roku zamówiono sezon czwarty. 1 grudnia 2016 roku stacja Showtime ogłosiła zakończenie produkcji serialu po 4 sezonach.

## Odcinki
| Sezon | Sezon | Odcinki | Oryginalna emisja | Oryginalna emisja | Oryginalna emisja   | Oryginalna emisja | Oryginalna emisja |
| Sezon | Sezon | Odcinki | Premiera sezonu   | Finał sezonu      | Premiera sezonu     | Finał sezonu      |                   |
| ----- | ----- | ------- | ----------------- | ----------------- | ------------------- | ----------------- | ----------------- |
|       | 1     | 12      | 29 września 2013  | 15 grudnia 2013   | 9 czerwca 2014      | 25 sierpnia 2014  |                   |
|       | 2     | 12      | 13 lipca 2014     | 28 września 2014  | 1 czerwca 2015      | 17 sierpnia 2015  |                   |
|       | 3     | 12      | 12 lipca 2015     | 27 września 2015  | 10 kwietnia 2016    | 26 czerwca 2016   |                   |
|       | 4     | 10      | 11 września 2016  | 13 listopada 2016 | 1 października 2016 | 3 grudnia 2016    |                   |